# Epidiaspis zygophylli
Epidiaspis zygophylli är en insektsart som först beskrevs av Borchsenius 1964.  Epidiaspis zygophylli ingår i släktet Epidiaspis och familjen pansarsköldlöss. Inga underarter finns listade i Catalogue of Life.